# Dambyn Czagdardżaw
Dambyn Czagdardżaw, także Szagdardżaw (mong. Дамбын Чагдаржав; ur. 1880, zm. 31 sierpnia 1922 w Ułan Bator) – mongolski polityk, premier Mongolii.
Urodził się w arystokratycznej rodzinie w 1880 roku na terenie dzisiejszego ajmaku selengijskiego. Był ministrem finansów w pierwszym rządzie Bogda Chana. Służbę w rządzie zakończył w 1915 roku. W latach 1916–1917 jako prywatny przedsiębiorca udał się w podróż do Wielkiej Brytanii, Włoch i Rosji. W 1919 roku przystąpił do tajnej organizacji rewolucyjnej prowadzonej przez Dogsomyna Bodoo. Wraz z Chorlogijnem Czojbalsanem zaliczany był do kierownictwa grupy. W czerwcu 1920 roku organizacja połączyła się z grupą Damdina Suche Batora i w ten sposób utworzona została Mongolska Partia Ludowa. Czagdardżaw był jednym z siedmiu rewolucjonistów, którzy w czerwcu 1920 roku wybrali się w podróż do Rosji Radzieckiej, gdzie nawiązali kontakty z tamtejszym rządem, w tym z Włodzimierzem Leninem. W trakcie rewolucji mongolskiej brał udział w walkach z Chińczykami i baronem Romanem von Ungern-Stenbergiem. Na początku marca 1921 roku wybrany został premierem rządu tymczasowego, miesiąc później został odsunięty z urzędu i wysłany do Tuwy. Następnie desygnowany do rządzenia Mongolią zachodnią z ramienia zarówno rządu, jak i Komitetu Centralnego partii. W sierpniu 1922 został aresztowany przez władze centralne pod zarzutem związków z grupą lewicowych działaczy skupionych wokół innego byłego działacza komunistycznego – Dogsomyn Bodo, która to grupa optowała za budową socjalizmu w Mongolii, ale także za uniezależnieniem się od ZSRR. W dodatku sprzeciwiała się przejęciu władzy w nowo powstałym związku młodzieży (odpowiedniku radzieckiego Komsomołu) przez żonę Suche Batora. Oskarżony o spisek przeciwko partii został skazany na śmierć i zabity we wrześniu 1922.